# Katharina Loth
Katharina Loth (geboren als Katharina Gottbill um 1705; gestorben am 12. Dezember 1762 in St. Ingbert) war eine deutsche Unternehmerin in der Montanindustrie.

## Leben
Katharina Gottbill war die Enkelin des mutmaßlich wallonisch-stämmigen Hammerschmieds und Hüttenmeisters Bartholomäus Godtbisle; ihr Vater war Johann Baptist Gottbill († 1729). Angehörige der Familie Godtbisle fanden als wandernde Eisenschmelzer Arbeit und Aufstiegsmöglichkeiten. Die Familie brachte eine Reihe von Eisenschmelzern hervor, die in wechselnden Pachtverhältnissen standen und der Wirtschaft im kurtrierischen Raum neue Impulse gaben. Zu diesen Unternehmern gehörten neben Katharinas Vater auch ihr Onkel Karl Gottbill (1659–1733), der den Kindern seines bereits 1729 verstorbenen Bruders bei seinem Tod 1733 ein kleines Vermögen hinterließ. Ihr Neffe Karl Gottbill (1731–1799) war ebenfalls Hüttenherr und mehrmaliger Bürgermeister von Trier.
Katharina heiratete 1729 den Blieskasteler Waffenschmiedemeister Joseph Loth, mit dem sie fünf Kinder hatte. Über die Familie von Karl Gottbill († 1755), Katharinas Bruder, kam um 1732 ein Familien-Konsortium zustande, welches drei Vorstände hatte, die sich gemeinsam absprachen und Einkäufe zusammenlegten: Joseph Loth, Karl Gottbill und Konrad Lehnen, Karls Schwager durch die andere Schwester Anna Maria Gottbill und wie Gottbill ein Hüttenbetreiber aus Nunkirchen. Gemeinsam pachtete das Konsortium Gottbill-Lehnen-Loth von Graf Caspar von der Leyen im Dezember 1732 das Gelände für die neue Schmelze bei St. Ingbert im Leyenschen und errichtete im Laufe des kommenden Jahres die erforderlichen Anlagen. Die Pacht galt für 20 Jahre. Katharinas Mann Joseph Loth übernahm im Namen des Konsortiums die Leitung des St. Ingberter Eisenwerks, unterstützt von seinem Bruder Johann, der die Funktion des Hüttenfaktors einnahm. Katharinas Bruder Karl Gottbill kümmerte sich hingegen um das Stammwerk der Familie, den Nunkircher Hammer, während Schwager Konrad Lehnen in Trier die neu gegründete Eisenwarenhandlung übernahm. 1743 weitete das Konsortium seine unternehmerischen Aktivitäten aus, indem es auch noch die Pacht der Nunkirchen benachbarten Münchweiler Schmelze übernahm.
Im Dezember 1743 starb allerdings ihr Mann und im gleichen Monat sein Bruder Johann, der Hüttenfaktor. Die des Schreibens unkundige Katharina Loth entschloss sich, die Unternehmung unter dem Namen Wittib Loth weiterzuführen, um ihre und über 20 von ihr abhängige Familien zu ernähren. Es folgten einige schwierige Jahre für Loth. Die Zufuhr von Holz und Eisenerz und der Absatz der Produkte waren unsicher, da St. Ingbert eine allseits von fremdem Territorium umgebene Exklave bildete. Anna Maria Lehnen war bereits 1734 gestorben; ihre Kinder befanden sich in Loths Obhut, während deren Vater Konrad Lehnen in Nunkirchen weilte. Die Besitzverhältnisse an der Hütte waren unklar, das Konsortium uneinig. Zur Fortführung der Schmelze in St. Ingbert sicherte sich Loth eine Konzession bei Illingen, um die Erzversorgung von dort sicherzustellen. Über das weiterbestehende Familienkonsortium wurden gemeinsam Rohstoffe eingekauft.
1751 entschieden sich die drei Konsorten, angesichts ihres fortschreitenden Alters und in Hinblick auf zu erwartende Erbstreitigkeiten, künftig getrennte Wege zu gehen, allerdings vereinbarten sie, weiterhin bei der Beschaffung von Rohstoffen zu kooperieren und einander bei Schadensfällen Beistand zu leisten. Das Vermögen der Konsorten wurde untereinander aufgeteilt. Der Witwe Loth gelang trotz vieler Schwierigkeiten der Ausbau der Schmelz zu einem florierenden Unternehmen. Die ursprünglich auf 20 Jahre laufende Pacht war ihr um weitere sechs Jahre bis 1759 verlängert worden. Nun verlangte der Landesherr von der Leyen einen höheren Pachtzins. 1758 eskalierten die Konflikte um die Höhe der Pacht, in deren Verlauf der Lothin die Pacht nicht verlängert wurde, da sie die Erhöhung nicht hinnehmen wollte. Stattdessen gab die gräfliche Verwaltung das Werk an den in der Hüttenindustrie gänzlich unerfahrenen wohlhabenden St. Ingberter Gastwirt Peter Lauer ab.
Loth siedelte stattdessen 1759 mit ihren abhängigen Familien direkt jenseits der Landesgrenze bei Rentrisch in der Grafschaft Nassau-Saarbrücken ein neues Hammerwerk an, den nach ihr sogenannten „Lottenhammer“; ihre bestehenden Lieferketten, darunter die Erzversorgung aus Illingen nahm sie dorthin mit. In Illingen gründete sie ein weiteres Eisenwerk. Von den benachbarten saarbrückischen Werken pachtete sie 1759 auch die Fischbacher Schmelze. Bei ihrem Tod 1762 hinterließ sie ihren Söhnen Karl und Johann Georg ein beträchtliches Erbe und war als Unternehmerin weithin geachtet. Nach ihrem Tod wurde ihr die Ehre zuteil, dass sie im Chor der kurz zuvor erbauten Engelbertskirche (St. Engelbert) in St. Ingbert ihre letzte Ruhestätte fand. In St. Ingbert und Saarbrücken sind jeweils Straßen nach ihr benannt.
Die Werksgruppe der Familie Loth bestand nach ihrem Tod dennoch nur wenige Jahre fort: Die Pacht für Fischbach wurde bereits 1766 einseitig gekündigt; im Jahr 1779 kam es zu einem bescheidenen juristischen Vergleich nach Prozessen gegen die fürstliche Regierung in Saarbrücken. Das Rentrischer und das Illinger Werk übernahm ihr Sohn Karl († 1776). Den Lottenhammer betrieben die Nachkommen Loths – aufgrund des Kriegs mit Frankreich – mit hohen finanziellen Verlusten bis zum Jahr 1800, als die Betreiber der St. Ingberter Schmelz das Werk in Pacht nahmen. Es bestand bis 1910.
An den Werken der Gottbills in Nunkirchen waren die Loths noch bis 1836 beteiligt, dann fielen auch diese an neue Eigentümer. Die Industrieanlagen, die Katharina Loth mit aufgebaut hatte, wurden teils bereits im 18. und 19. Jahrhundert stillgelegt und rückgebaut; einige überlebten noch bis ins frühe 20. Jahrhundert.